# Aéroport international de Carrasco

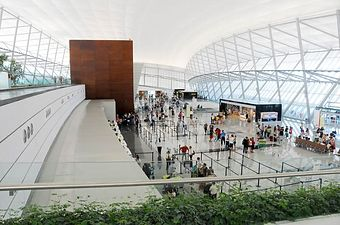
Aéroport international de Carrasco. Terminal des départs. (2010)

Pour les articles homonymes, voir Carrasco.
L'aéroport international de Carrasco (code IATA : MVD • code OACI : SUMU) est le principal aéroport international d'Uruguay. 
L'aéroport est situé sur le territoire communal de Ciudad de la Costa et dessert la capitale uruguayenne, Montevideo.
L'œuvre a été dessinée par l'architecte Rafael Viñoly et inaugurée en 2009.

## Situation
| Montévidéo Punta del Este |

## Statistiques
Pour des raisons techniques, il est temporairement impossible d'afficher le graphique qui aurait dû être présenté ici.

Voir la requête brute et les sources sur Wikidata.